# Emma Healey
Pour les articles homonymes, voir Healey.
Emma Healey, née le 27 février 1985 à Londres, est une auteure britannique. Son premier roman, Elizabeth is missing, traduit en français par L'Oubli (2014), a remporté le prix Costa Book Award, Meilleur Premier Roman.

## Biographie
Née à Londres le 27 février 1985, Healey a étudié à Central Saint Martins pour obtenir un diplôme en Arts du Livre et de l'Artisanat du London College of Communication. Elle est diplômée de l' Université d'East Anglia, avec une maîtrise en création littéraire (prose) obtenue en 2011.

## Récompenses
- 2014 : Prix Costa pour son Premier Roman, « Elizabeth is missing »[1],[2],[3]
- 2015 :  Prix Bayleys pour la Fiction (en), « Elizabeth is missing »[4],[5]
- 2015 : Betty Trask Award (en), « Elizabeth is missing »[6]

Elle a aussi été sélectionnée pour le Cezam Prix Littéraire Inter CE en 2015.

## Ouvrages
- Healey, Emma (trad. de l'anglais), L'oubli, Paris, Pocket, 2015, 403 p. (ISBN 978-2-266-25068-9 et 226625068X, OCLC 912823772, lire en ligne)

Critiques : 
- Healey, Emma, Whistle in the dark, 2018, 336 p. (ISBN 978-0-241-32764-7, 0241327644 et 9780241327623, OCLC 1030851099, lire en ligne)